# Rijksstad Pfullendorf
De rijksstad Pfullendorf was van 1220 tot 1803 een rijksstad van het Heilige Roomse Rijk. In 1500 werd Pfullendorf tijdens de rijkshervorming ingedeeld bij de Zwabische Kreits.
Pfullendorf wordt in 1152 voor het eerst vermeld. De graven van Pfullendorf vormen een zijtak van de graven van Bregenz.
Rudolf van Pfullendorf was een trouw aanhanger van keizer Frederik I Barbarossa en na zijn dood gaat de erfenis naar de Hohenstaufen.
Keizer Frederik II verleent de plaats omstreeks 1220 stadsrechten. Na de ondergang van de Hohenstaufen wordt Pfullendorf op zijn laatst in 1363 rijksstad.
In de Reichsdeputationshauptschluss van 25 februari 1803 wordt in paragraaf 5 de inlijving bij het nieuwe keurvorstendom Baden vastgesteld.
Tot het gebied van de stadstaat behoorden ook Illmensee, Stadelhofen, Waldbeuren en Zell.